# 2-я латышская добровольческая бригада СС
2-я латышская добровольческая бригада СС (нем. 2. Lettische SS-Freiwilligen-Brigade) — тактическое соединение войск СС нацистской Германии, состоявшее из латышских добровольцев. Была создана путём объединения латышских полицейских батальонов в мае 1943 года. Понеся тяжёлые потери в боях на Восточном фронте, бригада была расформирована, а её остатки в январе 1944 года стали ядром для формирования 19-й пехотной дивизии СС (2-й латышской).

## История
В 1942 г. в состав 2-й пехотной бригады СС были включены несколько батальонов латышской полиции, шуцманншафтбатальоны. В феврале 1943 г. эти батальоны стали основой Латышского легиона. Легион поначалу представлял собой трёхбатальонный полк: 21-й Лиепайский батальон стал 1-м батальоном легиона, 19-й Латгальский — 2-м, 16-й Земгальский — 3-м батальоном. Помимо этого в Латвии была начата мобилизация призывных возрастов. Новобранцев требовалось обучить, поэтому немцы продолжили перевод «шума» батальонов в легион. В апреле 24-й Талсийский «шума» батальон стал 1-м батальоном нового 2-го полка легиона. Затем были переведены 26-й Тукумский батальон и позднее 18-й Курземский. В это время из 2-й пехотной бригады отбыли западноевропейские легионы, и 18 мая 1943 г. она была переименована в латышскую добровольческую бригаду СС.
Латышская бригада, находясь на Волховском фронте, участвовала в боях при Теремце, Спаской Полисте и Долгове. После этого части бригады отступили на запад. В конце 1943 г. бригада действовала при Больших Самошах, Татине. Затем латыши с боями отступили к местечку Финов Луг, позже к Оредешу и потом на западный берег Луги. В январе 1944 г. бригада была развёрнута в 19-ю добровольческую пехотную дивизию СС (2-я латышскую).

## Местонахождение
- с мая 1943 по январь 1944 (СССР)

## Подчинение
- 38-й армейский корпус 18-й армии группы армий «Север» (май 1943 — январь 1944)

## Командиры
- штандартенфюрер СС Генрих Шульдт (18 мая 1943 — 24 января 1944)

## Состав
- 39-й гренадерский полк СС (SS-Grenadier-Regiment 39)
- 40-й гренадерский полк СС (SS-Grenadier-Regiment 40)
- 52-й артиллерийский дивизион СС (SS-Artillerie-Abteilung 52)
- 52-я противотанковая батарея СС (SS-Panzerjäger-Batterie 52)
- 52-я зенитная батарея СС (SS-Flak-Batterie 52)
- 52-я мотоциклетная рота СС (SS-Kradschützen-Kompanie 52)
- 52-я сапёрная рота СС (SS-Pionier-Kompanie 52)
- 52-я рота связи СС (SS-Nachrichten-Kompanie 52)
- 52-я санитарная рота СС (SS-Sanitäts-Kompanie 52)
- 52-я ветеринарная рота СС (SS-Veterinär-Kompanie 52)
- 52-й отряд снабжения СС (SS-Versorgungs-Truppen 52)
- 52-й полевой запасной батальон СС (SS-Feldersatz-Bataillon 52)